# Ulster Loyalist Central Co-ordinating Committee

L’Ulster Loyalist Central Co-ordinating Committee (français : Comité central de coordination des loyalistes d'Ulster, ULCCC) est une organisation loyaliste d'Irlande du Nord fondé en 1974 pour prendre la suite de l'Ulster Army Council. Elle fédère l'Ulster Workers' Council, des hommes politiques unionistes et des groupes paramilitaires loyalistes (Ulster Defence Association, Ulster Volunteer Force, Down Orange Welfare, Orange Volunteers, Red Hand Commandos, Ulster Special Constabulary Association, Ulster Volunteers Service Corps), fort réunis de 40 000 hommes armés,. Elle réapparaît en 1991 sous l'impulsion de Ray Smallwoods du Democratic Unionist Party.